# Pedro de Cevallos
Pour les articles homonymes, voir Cevallos.
Pedro Antonio de Ceballos y Cortes (né le 29 juin 1715 à Cadix  – mort le 26 décembre 1778 à Córdoba en Amérique du Sud) est un militaire espagnol.

## Biographie
Gouverneur de Buenos Aires de 1757 à 1766, il est nommé vice-roi du Río de la Plata et président suprême de la Real Audiencia de La Plata en 1776. Parti de Cadix le 12 octobre 1776 à la tête d'une expédition de 9 316 hommes, il arriva à Montevideo le 21 avril 1777. Après avoir pris Colonia del Sacramento  aux Portugais, il se dirige vers Río Grande de San Pedro, mais à mi-chemin lui parvient la nouvelle de la signature de la paix entre Espagnols et Portugais. Il se dirige alors vers Buenos Aires pour assumer sa charge de vice-roi, le 15 octobre 1777.
Durant son mandat on applique la Loi du libre commerce de 1778, qui favorise particulièrement le développement de Buenos Aires.